# Relaciones India-Uruguay

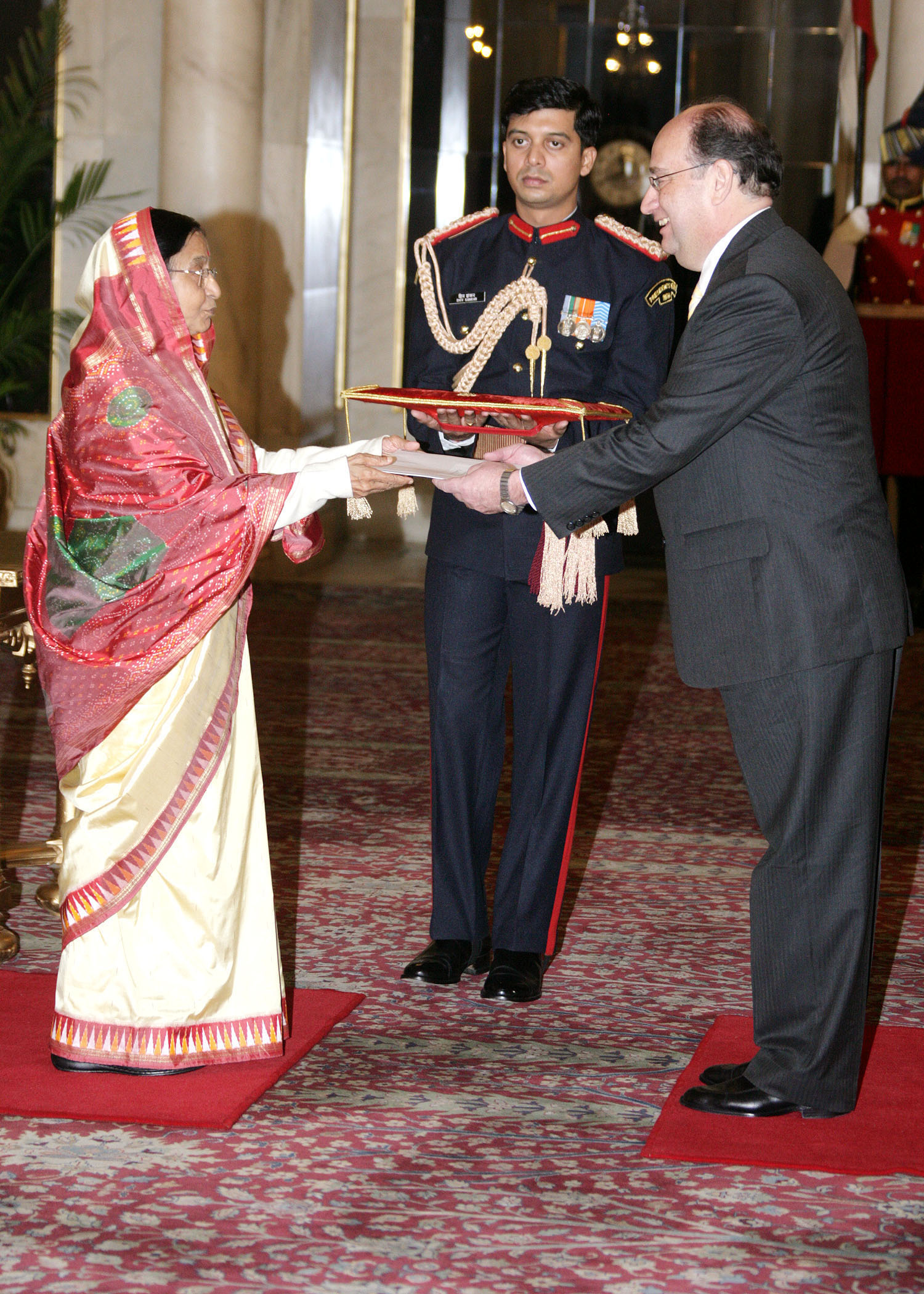
El embajador uruguayo César Ferrer presenta sus cartas credenciales ante Pratibha Patil en 2008.

Las relaciones India-Uruguay son las relaciones exteriores entre India y Uruguay. La India está representada en Uruguay a través de su embajada en Buenos Aires en Argentina; También tiene un consulado general en Montevideo. Uruguay tiene una embajada en Nueva Delhi y un consulado en Bombai. Las relaciones diplomáticas se establecieron en 1960. La embajada uruguaya en Nueva Delhi se abrió por primera vez en 1960 y funcionó hasta 1975. Se reabrió en 1998. En mayo de 2010, el embajador de Uruguay en la India, César Ferrer, solicitó a la India abrir una embajada en Montevideo.

## Visitas de alto nivel
En 1968, Indira Gandhi se convirtió en el primer ministro indio en visitar Uruguay. Se han realizado varias visitas ministeriales entre los dos países. El vicepresidente uruguayo Hugo Fernández Faingold visitó la India en 1999 y es el funcionario uruguayo de más alto rango que visita el país.

## Acuerdos bilaterales
Los dos países han firmado varios acuerdos bilaterales. En 1999, las dos partes firmaron un memorando de entendimiento sobre la celebración de consultas en oficinas extranjeras, un acuerdo según el cual los diplomáticos uruguayos pueden asistir a un curso de capacitación en el Instituto del Servicio Exterior de la India y un acuerdo para emitir visas a largo plazo a empresarios. En enero de 2007 se firmó un memorando de entendimiento para establecer una Comisión Conjunta para promover las relaciones bilaterales. En septiembre de 2011, India y Uruguay firmaron acuerdos para evitar la doble imposición y para la cooperación en energías renovables. En enero de 2017, el Gabinete de la Unión de la India aprobó la ratificación de un acuerdo aduanero con Uruguay que proporciona un marco legal para la información y el intercambio de inteligencia entre las autoridades aduaneras.
Ambos países se han apoyado regularmente en foros internacionales. Uruguay apoya la candidatura de la India para la elección del Consejo de Derechos Humanos de la ONU para el período 2015-17.

## Relaciones económicas
El comercio bilateral entre la India y Uruguay totalizó US $ 218,4 millones en 2015, registrando un crecimiento de 28.1% respecto al año anterior. India exportó bienes de 204,3 millones de dólares a bienes importados de Uruguay por valor de 14,1 millones de dólares. Los principales productos exportados de la India a Uruguay son productos químicos, prendas de vestir, vehículos, aparatos de sonido e imagen, productos farmacéuticos, hierro y acero, hilados sintéticos, equipos y maquinaria. Las principales importaciones de la India procedentes de Uruguay son la lana, el cuero y la madera. India y Uruguay firmaron un Acuerdo Bilateral de Promoción y Protección de Inversiones (BIPPA) en febrero de 2008. India y Uruguay firmaron un Acuerdo Bilateral de Promoción y Protección de Inversiones (BIPPA) en febrero de 2008. Uruguay es miembro del MERCOSUR y forma parte del acuerdo comercial preferencial Mercosur-India que entró en vigor el 1 de junio de 2009.
La firma india Tata Consultancy Services abrió un Centro de Entrega Global en Zonamerica en Montevideo en 2002. Esta fue la primera oficina de la compañía en Latinoamérica. La India se está convirtiendo en un socio comercial importante de Uruguay; las posibilidades que hay por delante son enormes. Otra firma india de tecnología de la información Geodesic Ltd adquirió una empresa uruguaya de software en Montevideo en mayo de 2009.
Arcelor Mittal venció a CINTER S.A, productor uruguayo de tubos de acero inoxidable, en diciembre de 2007. Varias firmas propiedad de NRIs también operan en Uruguay. Tata Motors comenzó a operar en Uruguay en mayo de 2015.
Los ciudadanos de Uruguay son elegibles para becas bajo el Programa de Cooperación Técnica y Económica de la India. Muchos diplomáticos uruguayos han recibido capacitación en el Instituto de Servicio Exterior de la India.

## Relaciones culturales
En febrero de 2011, el departamento postal uruguayo publicó un sello en honor al 150 aniversario de nacimiento de Rabindranath Tagore.

## Indios en Uruguay
En enero de 2016, aproximadamente 83 indios tienen residencia permanente en Uruguay. Otros 733 indios residen en el país con visas de larga duración, la mayoría de los cuales son empleados por TCS en Montevideo. Un pequeño número de indios de las comunidades de Gujarati y Sindhi trabajan como importadores y dirigen tiendas minoristas de textiles y artesanías indias en Uruguay.